# Платан у Сремским Карловцима
Платан у Сремским Карловцима је стабло јаворолисног платана (Platanus x acerifolia) заштићено као споменик природе III категорије. Стабло је високо око 30 м, а његова старост процењује се на око 165 година. Платан се налази у порти цркве Светих апостола Петра и Павла, познатије као Доња црква, у улици Митрополита Стратимировића 28, у старом језгру Сремских Карловаца.

## Историја
Према постојећим документима и сећањима старих Карловчана, која се преносе са колена на колено, садница је у Сремске Карловце донешена из Беча. Што се тиче старости стабла, о томе постоје две верзије. Према оној званичној, стабло је старо око 165 година. Међутим, постоје и записи да је платан засађен недуго после изградње цркве у чијој порти се налази. Како је Црква светих апостола Петра и Павла саграђена 1719. а обновљена 1793. године, то значи да је платан стар око 300 година. 

## Платан данас
На основу Закона о заштити природе, а на предлог Покрајинског завода за заштиту природе у Новом Саду, Платан у Сремским Карловцима проглашен је за споменик природе. За овај платан је везан низ историјских момената локалног карактера, па му се од стране мештана поклањала велика пажња. Гране платана подупрте су, како би се спречило њихово ломљење. Управљање и спровођење прописаних мера и услова заштите споменика природе у Сремским Карловцима поверено је локалном Јавном комуналном предузећу “Белило”.

## Галерија слика
- Широка крошња покрива готово половину црквене порте
- Током лета из густе крошње извирује само црквени звоник
- Како се не би поломиле, гране платана су подупрте
- Инфо-табла заштићеног споменика природе